# 撒旦 (印第安納州)
撒旦（英語：Sedan）是位於美國印地安納州迪卡爾布縣的一個非建制地區。該地的面積和人口皆未知。

## 地理
撒旦的座標為41°26′11″N 85°05′58″W / 41.43639°N 85.09944°W，而該地的平均海拔高度為284米（即932英尺）。